# Drew Kibler
Drew Kibler, född 9 mars 2000 i Indianapolis, är en amerikansk simmare.

## Karriär
Drew Kibler detog vid OS 2020 och ingick i det amerikanska laget på 4 x 200 meter frisim som slutade på en fjärde plats. Vid OS 2024 tog han silver med laget på samma distans. Han har dessutom tagit 3 VM-medaljer i lagkapper.